# Roko Žarnić
Roko Žarnić, slovenski predavatelj in politik hrvaškega rodu, * 9. april 1950, Ljubljana.
Roko Žarnić je doktor znanosti in redni profesor s področja gradbenih materialov na Fakulteti za gradbeništvo in geodezijo Univerze v Ljubljani. V 9. vladi Republike Slovenije je bil minister za okolje in prostor Republike Slovenije.